# Inez Viegas
Inez Viegas (Rio de Janeiro, 13 de dezembro de 1970) é uma atriz brasileira.

## Biografia e carreira
Inez nasceu em Santiago, capital do Chile, em 13 de dezembro de 1970. Foi criada em Brasília, mas formou-se em Nova Iorque,[carece de fontes?] começou a fazer teatro aos doze anos de idade. Foi integrante do grupo de teatro Tá na Rua, onde permaneceu por dois anos.[carece de fontes?] Ela iniciou sua carreira na televisão aos 32 anos fazendo uma participação na novela das seis Chocolate com Pimenta, de Walcyr Carrasco. Teve papéis de destaques como a Marly de Como uma Onda  e a Nara Leão de Por Toda a Minha Vida, onde contava a história da cantora. Sua mais recente aparição na televisão foi no seriado Natalia, da TV Brasil e sua ultima novela foi Promessas de Amor, exibida pela Rede Record. No cinema a atriz protagonizou alguns curtas metragens e fez uma participação em Bruna Surfistinha.

## Carreira

### Na televisão
- 2011 - Natália - Fotógrafa
- 2009 - Promessas de Amor - Valéria
- 2008 - Capitu - Irlá
- 2007 - Eterna Magia - Jandira
- 2007 – Por Toda Minha Vida – Nara leão
- 2005 - América – Josinéia
- 2004 - Como uma onda - Marly
- 2003 - Chocolate com Pimenta - Ernesta

### No teatro
- O Diário de Anne Frank
- Vontade de Nada
- A Semente não Mente
- Cama Mesa e Banho
- Tá na RuaReferências

1. ↑  Redação Globo (2013). «Ficha Técnica - Como uma Onda». Memória Globo. Consultado em 25 de abril de 2015
2. ↑  Donizeti Costa (24 de outubro de 2007). «Pérola Faria e Inêz Viegas vivem Nara Leão no 'Por toda a minha vida'». Extra. Consultado em 25 de abril de 2015